# CREA (モデル)
CREA（クレア）（1989年5月9日 - ）は、日本の元グラビアアイドル。ロシアのクウォーター。所属事務所はエイベックス・エンタテインメント株式会社→フリー。現在の詳細は不明。

## 略歴
- 2009年 週刊プレイボーイ×avex グラビアアイドル発掘企画「TOP OF GRAVURE」 審査員特別賞受賞。
- 2011年4月6日『深夜アイドル☆リーグ!』地上波放送にて番組卒業・芸能界引退発表したが、その後復帰。

## 出演作品

### バラエティ
- アイドル☆リーグ!（2009年、スカパー!日テレプラス）
- イツザイS（ - セカンド）（テレビ東京） - 2010年2月
- TOP OF GRAVURE 　（つくばテレビ） - 2010年2月
- よゐこ部 （MBS） 2010年3月5日 関西OA　ゲスト出演
- 今夜もドル箱!!EX（テレビ東京）2010年10月26日　前川紘毅と共にゲスト出演
- ゴッドタン 〜The God Tongue 神の舌〜（テレビ東京）2011年2月23日 太田千晶らとゲスト出演

### 雑誌
- 2009年 講談社 「週刊少年マガジン」42・43合併号
- 2010年 スクウェア・エニックス 「ヤングガンガン」2010年3月19日（金）

## リリース作品

### DVD
- 『マリカの休日』（2010年1月22日、竹書房）

### CD
- 「SUPER EUROBEAT vol.200」 （2010年1月1日)